# Vallaro
Vallaro (Macropus robustus) är ett pungdjur i familjen kängurudjur. Den kallas även för wallaroo eller euro. Fyra olika underarter finns, M. r. robustus, M. r. erubescens, M. r. isabellinus och M. r. woodwardi.
Artepitetet i det vetenskapliga namnet är det latinska ordet robustus (robust). Det syftar på den kraftiga kroppsbyggnaden.

## Kännetecken
Vallaron hör till släktet Macropus. Den är mindre än jättekänguruerna, som röd jättekänguru och grå jättekänguru, men tyngre byggd. Den är dock större än de flesta vallabyer. Kroppslängden (huvud och bål) är 75–140 centimeter och svansen är 60–90 centimeter lång. Vikten är upp till omkring 36 kg för hanar och omkring 16 kg för honor. Hanarna är större och tyngre än honorna. De olika underarterna varierar något i utseende. Ofta är djurens päls jämförelsevis mörk och brunaktig eller blågrå, speciellt hårens toppar är ofta nästan svartaktiga. Ovansidan av huvudet, öronen och ryggen är mörkast i färgen, medan kroppens undersida är ljusare. Extremiteter och svans är ofta mörkbruna. Hos underarten M. r. robustus har hanarna mörk päls, medan honorna kan vara lite ljusare. Underarten M. r. erubescens är vanligen brunaktig, men variation förekommer. M. r. isabellinus är mer rödbrunaktig i färgen än de andra underarterna och underarten M. r. woodwari är den ljusaste och har mer brungråaktig päls.

## Utbredning
Vallaron är vitt utbredd i Australien, men den saknas på Tasmanien. Den förekommer i varierande habitat men föredrar stenig terräng. Underarten M. r. robustus förekommer i östra Australien och underarten M. r. erubescens är spridd över stora delar av västra och centrala Australien. Underarten M. r. isabellinus förekommer endast på Barrow Island. Underarten M. r. woodwardi förekommer i Kimberleyregionen i Western Australia och i ett band genom Northern Territory.

## Levnadssätt
Vallaron är väl anpassad till torra och bergiga regionen och förekommer även i Australiens mer ogästvänliga centrala delar. Den är en av de känguruer som är bäst anpassad till torka, den kan överleva i områden med mindre än 400 millimeter nederbörd om året. 
Dess levnadssätt är på flera sätt präglat av de vanligen torra och varma förhållanden som råder i större delen av dess utbredningsområde, som att den främst är aktiv under de timmar på dygnet då det är svalare. Under dagen vilar den i skuggan av klippor.
Vanligen lever individerna ensamma, men på en plats med god tillgång till föda kan många individer samlas. Individerna har ett visst hemoråde som de rör sig inom, men det är oklart om de är revirhävdande. Det är möjligt att de kan köra bort artfränder från sitt favoritmatställe eller viloplats.
Liksom andra kängurur är vallaron växtätare. Den betar bland annat gräs, örter samt kvistar från buskar och kan i jämförelse med flertalet andra känguruer klara sig på ganska näringsfattig vegetation. Arten behöver inte dricka i upp till tre månader och tillfredsställer sitt vätskebehov med födan. För att minimera vätskeförlusterna har den en starkt koncentrerad urin.
Vallaron har ingen avgränsad parningssäsong, utan kan föröka sig året om. På fortplantningen inverkar dock ofta om förhållandena för reproduktion är gynnsamma eller ej, under perioder av torka blir honorna vanligen inte dräktiga. Dräktighetsperioden är cirka 32 dagar (30 till 38) och ungen stannar i honans pung (marsupium) tills den är 8–9 månader. Vid cirka ett års ålder är den avvänjd. Könsmognaden kommer vid 1,5–2 års ålder. Livslängden i naturen är upp till 18 år.